# Homeomastax bouvieri
Homeomastax bouvieri är en insektsart som först beskrevs av Bolívar, C. 1918.  Homeomastax bouvieri ingår i släktet Homeomastax och familjen Eumastacidae. Inga underarter finns listade i Catalogue of Life.